# Библиография Байрона

## Список произведений
| Год               | Русское название                                                                               | Оригинал                                                                                            | Жанр                            | Описание | Переводы | Примечание                             |
| ----------------- | ---------------------------------------------------------------------------------------------- | --------------------------------------------------------------------------------------------------- | ------------------------------- | --- | --- | -------------------------------------- |
| 1806, конец года  | Мимолетные сочинения (Летучие наброски)                                                        | Fugitive Pieces                                                                                     | сборник стихов                  | Вышло анонимно, 38 стихотворений                                                                                | Тиражи уничтожены автором | Тиражи уничтожены автором              |
| 1807, январь      | Стихи на разные случаи (Стихи на случай)                                                       | Poems on Various Occasions                                                                          | сборник стихов                  | 48 стихотворений, в т.ч. 36 из первого сборника. Вышел анонимно                                                 | Тиражи уничтожены автором | Тиражи уничтожены автором              |
| 1807, начало лета | Джордж Гордон Байрон-младший. Часы безделья: Собрание стихотворений, оригинальных и переводных | Hours of Idleness                                                                                   | сборник стихов                  | 39 стихотворений, в т.ч. 27 из предыдущих сборников                                                             | Георгий Шенгели | Первый опубликованный Байроном сборник |
| 1808              | Джордж Гордон Байрон. Стихотворения оригинальные и переводные, 2-е издание                     | | сборник стихов                  | 38 стихотворений, в т.ч. 33 из предыдущих сбобрников                                                            | |                                        |
| 1809              | Английские барды и шотландские обозреватели                                                    | English Bards and Scotch Reviewers: A Satire                                                        | сатирическое стихотворение      | | |                                        |
| 1811              | По стопам Горация (На тему из Горация)                                                         | Hints from Horace: Being an Allusion in English Verse, to the Epistle 'Ad Pisones, De Arte Poetica' | поэма                           | | - Н. Холодковскій - Н. Д. Вольпин |                                        |
| 1811              | Проклятье Минервы                                                                              | The Curse of Minerva                                                                                | длинное стихотворение или поэма | Обличительное, гневное сочинение, проклинающее англичан, ограбивших Акрополь                                    | - Николай Гербель (1882) - А. Л. Соколовский (1905) - Михаил Зенкевич (1953)                                                          |                                        |
| 1812              | Паломничество Чайльд-Гарольда (Песнь первая и Песнь вторая)                                    | Childe Harold’s Pilgrimage                                                                          | поэма                           | | - Д. Минаев - Г. Шенгели (1953) - В. Левик (1972) - И. Козлов (1986)                                                                  |                                        |
| 1813              | Гяур                                                                                           | The Giaour                                                                                          | поэма                           | Красавица из сераля любит неверного, муж ее топит в море, возлюбленный мстит мужу                               | - Георгий Шенгели (1953) - Василий Бетаки (1960) - С. Ильин (1981)                                                                    | 1-я из «восточных поэм»                |
| 1813              | Абидосская невеста                                                                             | The Bride of Abydos                                                                                 | поэма                           | Любовь Селима к сестре Зулейке, приносящая им обоим гибель.                                                     | - Иван Козлов - Георгий Шенгели (1940)                                                                                                | 2-я из «восточных поэм»                |
| 1814              | Корсар                                                                                         | The Corsair                                                                                         | поэма                           | Пират попадает в плен и спасен красавицей, а его любимая осталась дома                                          | - Г. Шенгели (1953) - Ю. Петров (1974)                                                                                                |                                        |
| 1814              | Лара                                                                                           | Lara, A Tale                                                                                        | поэма                           | Граф Лара возвращается домой после долгих странствий по Востоку                                                 | - В. Топоров (1974) - Г. Шенгели (1981) - О. Чюмина (1996)                                                                            |                                        |
| 1814-5            | Еврейские мелодии                                                                              | Hebrew Melodies                                                                                     | цикл стихотворений              | [ 2 ] | |                                        |
| 1816              | Осада Коринфа                                                                                  | The Siege of Corinth                                                                                | поэма                           | Венецианец Альп влюблен в дочь губернатора Франческу Минотти и просит её руки, но старик-отец не дает согласия. | - Иван Козлов (1829) - Николай Гербель (1873) - Дмитрий Мин (1875)                                                                    |                                        |
| 1816              |                                                                                                | Domestic pieces                                                                                     | цикл стихов                     | [ 3 ] | |                                        |
| 1816              | Паризина                                                                                       | Parisina                                                                                            | длинное стихотворение           | Никколо III д’Эсте, герцог феррарский, мстит своей жене Паризине Малатеста за измену с пасынком                 | - В. Левик (1974) - А. Григорьев («Паризиана») (1996)                                                                                 |                                        |
| 1816              | Шильонский узник                                                                               | The Prisoner of Chillon                                                                             | поэма                           | Повествование о тягостной судьбе узника подземного каземата                                                     | Василий Жуковский |                                        |
| 1816-7            | Манфред                                                                                        | Manfred                                                                                             | пьеса                           | персонаж-волшебник скитается по Альпам                                                                          | - А. Н. Бородин (1843) - Е. Ф. Зарин (1858) - Д. Н. Цертелев (1905) - Иван Бунин (1921) - Георгий Шенгели (1953)                      |                                        |
| 1817              | Жалоба Тассо                                                                                   | The Lament of Tasso                                                                                 |                                 | | Т. Щепкина-Куперник |                                        |
| 1818              | Беппо                                                                                          | Beppo: A Venetian Story                                                                             | шутливая поэма                  | Красавица венецианка Лаура весело живет, пока ее муж Беппо пропал без вести в морях                             | - Дмитрий Минаев - В. Левик (1953) |                                        |
| 1818              | Паломничество Чайльд-Гарольда (Песнь третья и Песнь четвертая)                                 | Childe Harold’s Pilgrimage                                                                          |                                 | | - Г. Шенгели (1953) - В. Левик (1972) - И. Козлов (1986)                                                                              |                                        |
| 1819 —1824        | Дон Жуан                                                                                       | Don Juan                                                                                            | поэма                           | | - В. Любич-Романович (1847) - Д. Минаев (1885-6) - П. А. Козлов (1889) - М. Кузмин (1930-1935) - Г. Шенгели (1947) - Т. Гнедич (1964) | Остался незавершенным                  |
| 1819              | Мазепа                                                                                         | Mazeppa                                                                                             | поэма                           | романтизированные приключения мятежного гетмана                                                                 | - Г. Усова (1975) - Г. Шенгели (1981) - В. Мазуркевич (1996)                                                                          |                                        |
| 1819              | Пророчество Данте                                                                              | The Prophecy of Dante                                                                               |                                 | | Г. Шенгели (1953) |                                        |
| 1820              | Марино Фальеро, дож венецианский                                                               | Marino Faliero, Doge of Venice; An Historical Tragedy                                               | пьеса                           | история заговора XIV века                                                                                       | Г. Шенгели (1953) |                                        |
| 1820              |                                                                                                | The Morgante Maggiore of Pulci                                                                      | поэма                           | перевод Байроном ренессансной поэмы Луиджи Пульчи «Морганте»                                                    | |                                        |
| 1821              | Сарданапал                                                                                     | Sardanapalus: A Tragedy                                                                             | пьеса                           | смерть ассирийского владыки                                                                                     | - Е. Зарин - П. Вейнберг - Г. Шенгели (1953) - В. Рождественский (1974)                                                               |                                        |
| 1821              | Двое Фоскари                                                                                   | The Two Foscari                                                                                     | пьеса                           | Середина XV века, падение дожа Франческо Фоскари и его сына Джакопо.                                            | - Е. Зарин - А. Соколовский - Г. Шенгели (1953)                                                                                       |                                        |
| 1821              | Каин                                                                                           | Cain: A Mystery                                                                                     | пьеса                           | библейский сюжет                                                                                                | - Е. Зарин - Д. Д. Минаев (1868) - Иван Бунин (1921) - Г. Шенгели (1953)                                                              |                                        |
| 1821              | Видение суда                                                                                   | The Vision of Judgment                                                                              | сатирическая поэма              | юмористическое описание сцены Страшного суда над умершим королем Георгом                                        | - Г. Шенгели (1953) - Т. Гнедич (1974)                                                                                                |                                        |
| 1821              | Небо и земля                                                                                   | Heaven and Earth: A Mystery                                                                         | пьеса                           | | - Е. Зарин - Иван Бунин (1921) |                                        |
|                   |                                                                                                | The Blues: A Literary Eclogue                                                                       |                                 | | |                                        |
| 1822              | Вернер, или Наследство                                                                         | Werner: Or, the Inheritance: A Tragedy                                                              | пьеса                           | | - Н. Холодковский - Г. Шенгели |                                        |
| 1822              | Преображенный урод                                                                             | The Deformed Transformed: A Drama                                                                   | пьеса                           | | - А. Соколовский - Г. Шенгели (1953)                                                                                                  |                                        |
| 1823              | Бронзовый век                                                                                  | The Age of Bronze: Or, Carmen Seculare et Annus Haud Mirabilis                                      |                                 | | - Ю. Балтрушайтис - В. Луговской (в отрывках)                                                                                         |                                        |
| 1823              | Остров, или Христиан и его товарищи                                                            | The Island; Or, Christian and his Comrades                                                          |                                 | | - Н. Гербель - Вяч. Вс. Иванов |                                        |

### Отдельные стихотворения
| Год  | Русское название                                  | Оригинал                                                | Описание | Переводы |
| ---- | ------------------------------------------------- | ------------------------------------------------------- | --- | --- |
| 1803 | Прощание с Ньюстедским аббатством                 | On Leaving Newstead Abbey                               | | - Владимир Мазуркевич - Вяч. Вс. Иванов - Галина Усова - Георгий Шенгели |
| 1807 | Сердолик                                          | The Cornelian                                           | | |
| 1807 | Лакин-И-Гер                                       | Lachin y Gair                                           | | - Вяч. Вс. Иванов (Лэчин-и-Гэр), 1953 - В. Бетаки (Лox-на-Гар), 1967 - А. Сергеев (Лохнагар), 1974 - В. Брюсов (Лакин-и-Гер, Лакин-и-Гар, Лакин-и-Гэр), 1977 - Г. Шенгели (Лок-на-Гарр) |
| 1807 | Строки, написанные под вязом на кладбище в Гарроу | Lines Written beneath an Elm in the Churhyard of Harrow | | - В. Левик (Стихи, написанные под старым вязом на кладбище Харроу, Стихи, написанные под вязом на кладбище в Харроу), 1953 - А. Блок (Строки, написанные под вязом на кладбище в Гарроу, Строки, написанные под вязом на кладбище Гарроу, Строки, написанные под вязом на кладбище в Гарроу («Места родимые! Здесь ветви вздохов полны…»)), - Г. Шенгели (Строки, написанные под ильмом на кладбище в Гарроу) |
| 1808 |                                                   | Epitaph to a Dog                                        | | |
| 1810 | Афинянке - на прощанье                            | Maid of Athens, ere we part                             | | |
| 1816 | Прометей                                          | Prometheus                                              | | |
| 1816 | Сон                                               | The Dream                                               | | - М. Зенкевич (Сон), 1953 - С. Дуров (Сон (Из Байрона)), 1957 - Т. Щепкина-Куперник (Сон), 1996 |
| 1816 | Тьма                                              | Darkness                                                | | - О. Сомов (Мрак), 1822 - М. Лермонтов (Мрак. Тьма) - И. Тургенев (Тьма, Тьма [i](Из Байрона)[/i], Тьма (Из Байрона)), 1846 - М. Зенкевич (Тьма), 1953 |
| 1816 | Стансы к Августе                                  | Stanzas to Augusta                                      | 1. Stanzas to Augusta (When all around grew drear and dark…) 2. Stanzas to Augusta (Though the day of my Destiny’s over…) | |
| 1816 |                                                   | Fare Thee Well                                          | | |
| 1817 |                                                   | So, we’ll go no more a roving                           | | |
| 1820 | Франческа да Римини                               |                                                         | Перевод Байроном фрагмента из Данте                                                                                       | |
| 1821 |                                                   | Irish Avatar                                            | Памфлет | |
| 1824 | В день моего тридцатишестилетия                   | On this Day I complete my Thirty-sixth Year             | | - Л. Шифферс (В день моего тридцатишестилетия), 1953 - К. Павлова (В день, когда мне исполнилось тридцать шесть лет, Последние стихи Лорда Байрона), 1964 - Г. Усова (В тот день, когда мне исполнилось тридцать шесть лет), 1967 - З. Морозкина (В день, когда мне исполнилось тридцать шесть лет), 1974 - Игн. Ивановский (В день, когда мне исполнилось тридцать шесть лет), 1996                          |

## Переводы

### Русские переводы XIX века
Почти все русские поэты, начиная с 1820-х годов, переводили Байрона; но эти переводы, разбросанные в журналах и отдельных изданиях, оставались малодоступными для русской читающей публики. Н. В. Гербель собрал и издал в 1864—1867 годах некоторые из них. в Санкт-Петербурге 5 томов под заглавием: «Байрон в переводе русских поэтов», а в 1883—1884 годах вышло 3-е издание, трёхтомник с библиографическими перечнями в конце каждой книги и биографией Байрона, написанной И. Шерром. Были собраны поэтические произведения Байрона в переводе лучших русских поэтов: Жуковского, Пушкина, Батюшкова, Лермонтова, Майкова, Мея, Фета, Плещеева, Щербины, Гербеля, П. Вейнберга, Д. Минаева, Огарева и многих других. Переводы, не помещённые у Гербеля:
- Мазепа / Пер. с фр. [В прозе] К[аченовского] // Вестник Европы, 1821. — Ч. 116. — № 1
- Абидосская невеста. Турецкая повесть. [В прозе] // Вестник Европы, 1821. — Ч. 120. — № 18. — С. 81—105; № 19. — С. 161—179; № 20. — С. 241—258
- Шильонский узник, поэма лорда Байрона / Пер. с англ. В. Жуковского. — Спб, 1822
- «Гяур» — М. Каченовского («Вестник Европы», 1821, № 15, 16 и 17, прозаический перевод);
- Н. Р. (Москва, 1822, в стихах);
- Паризина. Историческая повесть (Из сочинений Лорда Байрона) Перев. Яковлева М. А. [В прозе] // Новости литературы, 1824. — Кн. 9. Октябрь. — С. 163—180
- А. Воейкова («Новости Литер.», 1826, сент. и октяб., прозаич. перев.);
- Корсер, романтическая трагедия в 3-х действиях, с хором, романсом и двумя песнями, турецкою и аравийскою, заимствованная из английской поэмы Лорда Байрона, под названием: The Corsair. Сочинение В. Н. Олина. — Спб, 1827
- Паризина. Историческая повесть Лорда Байрона / Вольный перевод В. Вердерского. — Спб, 1827
- Манфред, драматическая поэма в трёх действиях. Сочинение Лорда Байрона / Перевод с английского М. В<ронченко>, Спб, 1828
- Е. Мишеля (СПб., 1862, проза);
- В. Петрова (размером подлинника, СПб., 1873);
- «Морской разбойник» (Корсар) — А. Воейкова («Нов. лит.», 1825, окт. и нояб.; 1826, январь, проза);
- А. Воейкова («Новости литературы», 1824, ноябрь, проза);
- Я. Грота («Современник», 1838, т. IX);
- И. Гогниева («Репертуар и Пантеон», 1844, № 10; перепеч. в «Драматическом сборнике», 1860, кн. IV);
- Д. Михайловского («Современник», 1858, № 5);
- «Беппо» — В. Любича-Романовича («Сын Отечества», 1842, № 4, вольный перевод);
- Д. Минаева («Современник», 1863, № 8);
- «Абидосская невеста» — М. Каченовского («Вестник Евр.», 1821, № 18, 19 и 20, проза);
- И. Козлова (СПб., 1826, стихами, перепеч. в его «Стихотворения»);
- М. Политковский (Москва, 1859, переделка);
- «Чайльд-Гарольд» — единственный полный перевод сделан Д. Минаевым («Русское Слово», 1864, № 1,3,5 и 10, исправленный и дополненный помещ. у Гербеля);
- П. А. Козлова («Русская Мысль», 1890, № 1, 2 и 11);
- «Манфред» — полные переводы: М. Вронченко (СПб., 1828);
- О. («Московский Вестник», 1828, № 7);
- А. Бородина («Пантеон», 1841, № 2);
- E. Зарин («Биб. для Чтения», 1858, № 8);
- Двое Фоскари. Трагедия лорда Байрона / Пер. Е. Ф. Зарина // Библиотека для чтения, 1861. — Т. 168. — № 11. — Отд. 2. — С. 1—96
- Д. Минаев («Русское Слово», 1863, № 4);
- «Каин» — полные переводы: Д. Минаева (у Гербеля); Ефрема Барышева (СПб., 1881); П. А. Каленова (Москва, 1883);
- «Небо и земля» — полн. перев. Н. В. Гербеля в его "Пол. собр. стихотв. (т. 1); «Двое Фоскари» — Е. Зарина («Библ. для Чтения», 1861, № 11);
- «Сарданапал» - E. Зарина («Б. для Ч.», 1860, № 12);
- О. Н. Чюминой («Артист», 1890, кн. 9 и 10);
- «Вернер» — Неизвестного (СПб., 1829);
- «Дон-Жуан на острове пирата» — Д. Мина («Русский Вестн.», 1880; отд. 1881);
- «Дон-Жуан» — В. Любич-Романовича (песни I—X, вольный перевод, 2 тома, СПб., 1847);
- Д. Минаева (песни 1—10, «Современник», 1865, № 1, 2, 3, 4, 5, 7, 8 и 10; его же, песни 11—16 у Гербеля, т. II, 1867); П. А. Козлова (т. I и II, СПб., 1889; печатался в 1888 году в «Русской Мысли»);

Переводы русских поэтов из Байрона помещены также в книге Н. Гербеля: «Английские поэты в биографиях и образцах» (СПб., 1875).
В начале XX века  в серии «Библиотека великих писателей под редакцией С. Венгерова» в издательстве Брокгауза-Ефрона вышло полное собрание сочинений Байрона в трех томах (1904—1905). Над переводами работали Блок, Брюсов, Вяч. Иванов.

### Советские переводы
Наиболее полный корпус был создан к изданию 1953 года (в нем большую часть текстов впервые перевел Георгий Шенгели, который поставил перед собой цель перевести "всего Байрона"), и в 1970-е годы В. Левиком.